# Club Social y Deportivo Macará
El Club Social y Deportivo Macará és un club de futbol de la ciutat d'Ambato (Equador).
Va ser fundat el 1939. Disputa els seus partits a l'Estadio Bellavista. El seu rival ciutadà és el Técnico Universitario amb qui disputa el Clásico Ambateño. Amb el Centro Deportivo Olmedo disputa el Clásico Interandino.

## Palmarès
- Segona Divisió de l'Equador: 
  - 1971, 1998, 2005 Clausura, 2016
- Campeonato Profesional Interandino
  - 1959